# Предлог
Предлози (ијек. приједлози) непроменљиве су помоћне речи које стоје испред одређених падежних облика самосталних речи и служе за означавање њиховог односа према другим речима у реченици, као и за ближе одређивање тог односа.
Предлози углавном стоје испред именица, личних заменица и других именских речи, које се налазе у одговарајућем падежу. Предлози служе да прецизирају значења падежних облика, што значи да исти падеж у комбинацији са различитим предлозима поприма нова значења.
Предлози су: под, код, у, на, о, по, низ, уз, с(а), иза, од, до, пред, над, поред, међу, између, после, пре, након, око, кроз, због, услед, из, ради, за, к(а), при, према, упркос, насупрот, близу, напред, изнад, испод, више, ниже...

## Морфологија
У морфолошком смислу, већина предлога су немотивисане речи. Међутим, постоје и неправи предлози, који су настали од других врста речи, и то од прилога (више, ниже, близу) и именица (врх, дно, дуж). Према њиховој функцији у реченици одређујемо када их можемо убројити у предлоге, а када у другу врсту речи. Кад стоје уз неки облик именице или заменице, оне су предлози (Више главе копље пободено. — Ниже куће је овећа башта. — Он станује близу вас.). Кад одређују глаголе, онда су прилози (Попели су се више. — Спустите греду ниже. — Он станује близу.). Ако се јављају као самосталне речи, то су именице (врх, дно, дуж).
Међу правим и неправим предлозима јављају се и просте и сложене речи. На пример, предлози над и изнад су прави предлози, при чему је први проста реч, а други сложена. Исти је случај са неправим предлозима дуж и уздуж.
Код појединих предлога јавља се непостојано а (к, ка; с, са; низ, низа). Да ли ће се предлог завршити сугласником или самогласником зависи од гласа којим почиње наредна реч. Ако се ради о истом или фонетски веома сличном гласу, предлог ће се завршити самогласником а. У осталим случајевима се он по правилу губи.

## Однос предлога према другим речима у реченици
Предлози означавају однос између предмета и појава. Могу да означавају просторне, временске, узрочне и разне друге односе:
- просторни (у граду, на улици, пред кућом, поред дрвета, крај врата, над хучном реком, под планином, из куће, низ брдо, с брда, к њима);
- временски (у зору, пред вече, у мрклу ноћ, с пролећа, у лето, с јесени, под зиму, у јануару, за време распуста, за живота);
- узрок (од хладноће, због блатњавог дна, из обазривости);
- циљ или намера (ради заштите од грома, свратио је по своје ствари);
- поређење (слађе је од меда);
- начин (с великим одушевљењем, под руку);
- заједница (поздравио се са свима);
- намена (књиге су купљене за најбоље ђаке).

## Остале употребе предлога
Неколико предлога се употребљава као речца. To су предлози: осим, до, место. На пример: У целоме селу нико није остао осим једне деведесетогодишње бабе (овде је предлог осим употребљен са значењем речи за изузимање: једино, само). — To нико не може пронаћи до ти (тј. једино ти). — Гонили су их до на границу (до у смислу управо, чак). — Наоружали су се најпре вилама, грабуљама и косама место ватреним оружјем (место са значењем а не).
Предлози се могу употребити и уз прилоге за време: лани, зимус, летос, јесенас, ономадне, синоћ, јутрос, јуче, данас и сл. (Чекам овде од ономадне, од синоћ до јутрос. — Од лани није био код своје куће.), а и уз понеке реченице (Ништа друго и не зна сем да чини замерке другима. — Уместо да призна своју грешку, он је приписује другима).